# Vörösmellű légykapó
A vörösmellű légykapó (Ficedula dumetoria) a madarak osztályának verébalakúak (Passeriformes) rendjéhez és a  légykapófélék (Muscicapidae) családjához tartozó faj.

## Rendszerezése
A fajt Alfred Russel Wallace brit természettudós írta le 1864-ben, a Saxicola nembe Saxicola dumetoria néven.

## Alfajai
- Ficedula dumetoria dumetoria (Wallace, 1864) - Jáva és a Kis-Szunda-szigetek
- Ficedula dumetoria muelleri (Sharpe, 1879) - a Maláj-félsziget, Szumátra és Borneó[2]

## Előfordulása
Délkelet-Ázsiában, Brunei, Indonézia, Malajzia és Thaiföld területén honos. Természetes élőhelyei a szubtrópusi vagy trópusi síkvidéki és hegyi esőerdők. Állandó, nem vonuló faj.

## Megjelenése
Testhossza 12 centiméter, testtömege 7-12 gramm.

## Természetvédelmi helyzete
Az elterjedési területe rendkívül nagy, egyedszáma viszont csökken, de még nem éri el e a kritikus szintet. A Természetvédelmi Világszövetség Vörös listáján nem fenyegetett fajként szerepel.